# Massif du Chaillu
Massif du Chaillu är en bergskedja i Gabon och Kongo-Brazzaville. Den är uppkallad efter Paul Du Chaillu.